# Ketef Hinnom
Ketef Hinnom ("Hinnoms skulder") er en gruppe udhuggede gravhuler i Jerusalem tæt ved Hinnom dalen. De mest spektakulære opdagelser fra stedet er to små sølvplader, der var rullet sammen som skriftruller med inskriptioner. De to plader blev fundet i 1979 under udgravninger ledet af den israelske arkæolog Gabriel Barkay og benævnes ofte Ketef Hinnom I og II.
Udrullet måler pladerne 27 x 97 mm (I) og 11 x 39,2 mm (II). Det var først i 1983, de blev rullet op og afslørede inskriptionerne. De indeholder bl.a. den aronitiske velsignelse fra 4. Mos 6,24-26:
Jehova velsigne dig og bevare dig, Jehova lade sit ansigt lyse over dig og være dig nådig, Jehova løfte sit ansigt mod dig og giver dig fred.
Da man ud fra placering i fundlaget og skrifttypen (ved hjælp af palæografi) mener, at kunne datere sølvpladerne til 650-600 f.Kr., er inskriptionerne det ældst kendte eksempel på en tekst fra Det Gamle Testamente (den jødiske Tanakh). De har formodentlig været brugt som amuletter.
Dateringen blev kritiseret, efter at Barkay i 1989 (på hebraisk) og 1992 (på engelsk) offentliggjorde resultaterne af de første undersøgelser af pladerne. Senere undersøgelser af de svært læselige inskriptioner ser dog ud til at bekræfte den oprindelige datering.